# Gierregelung
Eine Gierregelung (auch bekannt als Active Yaw Control) trägt als Fahrdynamikregelung erheblich zu einem dynamischeren Fahrverhalten bei. Es handelt sich um ein intelligentes Antriebssystem, das an der Antriebsachse sitzt und den Schwimmwinkel um die Gierachse reduziert.

## Herkömmliche Alternativen

### Offenes Differenzial
Ein herkömmliches Differentialgetriebe ermöglicht Kurvenfahrt, indem es unterschiedliche Drehzahlen der beiden Antriebsräder zulässt. Es überträgt das Antriebsmoment gleichmäßig auf beide Räder. Das bedeutet aber auch, dass das Rad mit der besseren Haftung nur so viel Traktion hat, wie das, das sich auf glattem Untergrund befindet oder bei Kurvenfahrt gering belastet ist.

### Differenzialsperre
Zur Traktionserhöhung und Verbesserung der Fahrdynamik kann eine Differenzialsperre eingesetzt werden, die über Reibung die beiden Antriebsräder ganz oder teilweise miteinander verbindet. So kann auch noch Traktion auf das Rad mit besserer Haftung übertragen werden, wenn das andere Rad wenig Haftung hat. Da aber hierbei die beiden Antriebsräder ganz oder teilweise untereinander gesperrt sind, wird Kurvenfahrt erschwert. Das Fahrzeug tendiert deutlich zum Untersteuern. Geübte Sportfahrer können die Untersteuerneigung insbesondere auf unbefestigten Untergründen ausgleichen, indem sie das Fahrzeug 'in die Kurve werfen' und recht früh Gas geben. Der provozierte Lastwechsel entlastet das kurveninnere Rad und vermindert seine Traktion, so dass die Kurve trotz Differenzialsperre kontrolliert durchfahren werden kann. Diese Fahrtechnik ist aber auf öffentlichen Straßen im Normalfall nicht anwendbar.

### Geregelte Differenzialsperre
Durch regelbare Differenzialsperren lässt sich die Kurvenwilligkeit eines ungesperrten Differenzials mit der verbesserten Traktion eines Sperrdifferenzials kombinieren. Durch eine intelligente Logik, die den jeweiligen Fahrzustand berücksichtigt, wird das Differenzial nur in dem Maße gesperrt, wie es die Fahrsituation erfordert. Trotzdem kann auch eine geregelte Differenzialsperre nur in bestimmten Ausnahmesituationen das Fahrzeug kurvenwilliger machen.

## Aktives Gierregelungs-System
Der Vorteil einer aktiven Gierregelung (Active Yaw Control) liegt darin, dass ein solches System in jeder Fahrsituation das gewünschte Giermoment erzeugen kann. Es kann daher je nach Bedarf agilisierend oder stabilisierend wirken.
Der einfachste Weg die Längskräfte der beiden Räder einer Achse zu beeinflussen, besteht in der Nutzung der vorhandenen Fahrzeugbremsen. Am gebremsten Rad wirkt die Differenz aus Antriebsmoment und Bremsmoment. Wie bei der Antriebsschlupfregelung geschieht dies heute in der Regel über eine elektronische Ansteuerung.
Um das Drehmoment eines Rades zugunsten des anderen Rades zu reduzieren, ist ein komplexer aufgebautes Differential erforderlich, welches die Antriebskraft wie bei der sogenannten Panzerlenkung aktiv auf die beiden Räder verteilt.